# دولة النباهنة
قالب:مقالة تاريخية
دولة النباهنة هي إحدى أهم الدول التي نشأت على أرض سلطنة عمان، وقد امتدّ حكمها لقرابة خمسة قرون (1154–1624م)، وهي أطول فترة حكم متصلة في تاريخ البلاد.

## الأصل والجذور
ينحدر النباهنة من قبيلة العتيك الأسدية العمانية، وهي فرع من قبائل الأزد، مما يؤكد ارتباطهم العميق بالجذور القبلية العمانية واستمراهم في النسيج الاجتماعي المحلي.

## تقسيم الحكم: عصران رئيسيان
- **الفترة النبهانية الأولى (549 هـ – 906 هـ / 1154–1500م)**
- **الفترة النبهانية الثانية (906 هـ – 1034 هـ / 1500–1624م)**

يشير بعض المؤرخين إلى بداية العصر الثاني بداية 964هـ/1556م.

## مظاهر الضعف السياسي والتجزئة الداخلية
رغم طول الحكم، شهدت الفترة تذبذبًا وجمودًا سياسيًا نتيجة صراعات داخل الأسرة الحاكمة، وانقسامات بين ممالك صغيرة مستقلة، ما أعاق تأسيس دولة مركزية قوية.

## حكام الدولة

### حكام الفترة الأولى
- سلطان بن محسن بن سليمان بن نبهان (بدأ عام 549هـ /1154م)
- سليمان بن المظفر
- سليمان بن سليمان بن مظفر (الشاعر والملك الأخير في المرحلة الأولى، حتى نحو 1500م)
- مخزوم بن فلاح (1406–1410م)
- كهلان بن نبهان
- كهلان بن عمر بن نبهان
- خردلة بن سماعة
- جبر بن سماعة
- طهماس بن سلطان
- فلاح بن محسن
- سليمان بن نبهان بن المظفر
- عمير بن حمير
- عرار بن فلاح
- المظفر بن سليمان
- يعرب بن عمر (جد سلالة اليعاربة)
- أبو العرب يعرب بن عمر
- أبو محمد بن نبهان
- عمر بن نبهان

### حكام الفترة الثانية
- سلطان بن محسن (بدأ نحو 1556م)
- فلاح بن محسن (أخو سلطان، حكم لفترة غير محددة)
- سليمان بن مظفر (حكم 1462م)
- مخزوم بن فلاح
- مظفر بن سليمان
- عرار بن فلاح
- طهماس بن سلطان
- سلطان بن سلطان
- فلاح بن محسن بن سليمان (حكمه امتد إلى نزوى عام 1626م)

## الصراعات والحروب

### حروب داخلية
- صراع دموي بين سليمان بن سليمان وأخيه حسام انتهى بمقتل حسام.
- صراع مستمر مع الأئمة الإباضية مثل أبي الحسن بن خميس ومحمد بن إسماعيل الحاضري، أدّى إلى إنهاء العصر النبهاني الأول.

### غزوات فارسية
- (1261–1276م) غزوات متعددة قادتها قوة هرمز، منهم محمود الكوستي وفخر الدين بن الداية، تصدّى لهم النباهنة وصدّوهم عبر تحالفات مع الأهالي وموقع الحصون الجبلية.

### الغزو البرتغالي
- بدأ الاحتلال الساحلي عام 1506–1507م، حيث سيطرت البرتغال على موانئ مثل مسقط وصحار.
- فشلت ثورة 1521م في طرد البرتغاليين على الرغم من مقاومتهم القوية.

## التصدع الداخلي وأثره على السلطة
أدى التفكك السياسي وانتهاج أنظمة متعددة مثل "إمامة" و"سلطنة" و"ملكية" إلى غياب مشروع سياسي موحد، ما أضعف النباهنة أمام التحديات الخارجية.

## العلاقات الخارجية
- تحالف مع ملوك اليمن عبر تبادل الهدايا والدعم المتبادل.
- توتّرات متكررة مع مملكة هرمز.
- علاقات اقتصادية واسعة بالهند (توابل، خشب) والصين (حرير) وشرق أفريقيا (عاج، خشب، عنبر).

## النفوذ الحضاري والدبلوماسي في شرق أفريقيا
هاجر سليمان بن نبهان إلى جزيرة باتي (كينيا) قبل عام 599 هـ، وتزوج من ابنة السلطان المحلي، فأسّس "سلطنة بني نبهان" التي حكمت الساحل لنحو 630 عامًا حتى 1229هـ، شملت باتي ومايوت. كان لها تأثير ديني وثقافي (مساجد، عمارة) في المنطقة.

## الحياة الاجتماعية والاقتصادية والثقافية
- وصف الرحالة ابن بطوطة للكرم العماني وروح التكافل.
- بنى النباهنة قلاعًا وحصونًا مثل حصن الأسود (مقنيات 972هـ) وقلعة بهلاء.
- تطور إداري بتأسيس محاكم وتنظيم قضائي.
- دعم العلوم والأدب: ظهور شعراء مثل سليمان بن سليمان، وملاح مثل أحمد بن ماجد السعدي، ومكتبات دينية في بهلاء.

## انهيار الدولة وبزوغ دولة اليعاربة
سقطت دولة النباهنة عام 1034هـ/1624م بسبب الضغوط الداخلية المستمرة، والاستنزاف بالحروب، وسيطرة البرتغاليين، لتظهر قوة موحدة بقيادة الإمام ناصر بن مرشد اليعربي، مؤسس دولة اليعاربة الموحدة.

## الخاتمة
مثّل حكم النباهنة فترة تاريخية حافلة بالتحديات والمحاولات الحضارية، لكن تواضع مشروع الوحدة السياسية الداخلية حال دون صمودهم أمام الغزوات الخارجية، وهدأ بزوغ دولة اليعاربة، عرفت عمان استقرارًا جديدًا وطنيًا.